# Роуч, Скел
Рудольф Чарльз «Скел» Роуч (англ. Rudolph Charles «Skel» Roach, урождённый Рудольф Карл Вайхбродт, нем. Rudolph Charles Weichbrodt; 20 октября 1871, Данциг — 9 марта 1958, Ок-Парк, Иллинойс) — американский бейсболист немецкого происхождения, питчер. На профессиональном уровне играл с 1895 по 1905 год, в том числе провёл одну игру в Главной лиге бейсбола в сезоне 1899 года. Также работал тренером в нескольких университетах. После завершения карьеры занимался юридической практикой, занимал пост мирового судьи Ок-Парка.

## Биография

### Ранние годы
Рудольф Вайхбродт родился 20 октября 1871 года в Данциге. В 1881 году семья эмигрировала в США — сначала в Нью-Йорк, а затем в Чикаго. Глава семьи, Фердинанд Вайхбродт, скончался вскоре после переезда. Рудольфу пришлось начать работать, чтобы помочь семье. В подростковом возрасте он также увлёкся бейсболом и получал небольшие деньги, играя в различных полупрофессиональных турнирах в Чикаго. В начале 1890-х годов партнёры по команде, которым трудно было произносить его немецкие имя и фамилию, за его высокий рост и худобу дали ему прозвище Скелет (англ. Skeleton), которое затем сократилось до Скела. Вскоре после этого ему придумали и фамилию Роуч, под которой он и стал известен в бейсболе. 

### Спортивная карьера
В 1895 году, когда Скелу было 23 года, он начал профессиональную карьеру в составе команды из Де-Мойна, выступавшей в Западной ассоциации. В дебютном сезоне он одержал тринадцать побед при семи поражениях, а команда заняла третье место. На следующий год Роуч переехал в Мобил и продолжил выступления в чемпионате Южной ассоциации. И здесь его команда стала третьей. Сам Скел выиграл шесть матчей и проиграл семь, но показал отличную пропускаемость 1,13. 
В 1897 году он провёл часть сезона в Канзас-Сити, играя за команду «Блюз» в Западной лиге. В турнире выше уровнем Скел сумел выиграть всего один раз при семи поражениях, после чего вернулся обратно в Мобил. Там он начал сезон 1898 года, в тринадцати стартах одержал пять побед, потерпел восемь поражений, и 19 мая был отчислен из команды.
Большую часть сезона 1899 года Роуч провёл в Янгстауне в Огайо. За команду он сыграл в 37 матчах, выиграв 11 и проиграв 22. В начале августа ему представилась возможность дебютировать в Главной лиге бейсбола. Команда «Чикаго Орфанс» из-за травмы лишилась одного из ведущих питчеров Кларка Гриффита и им потребовалась временная замена. В среду, 9 августа 1899 года, Скел Роуч вышел стартовым питчером на гостевую игру с «Вашингтон Сенаторз». Матч завершился победой «Чикаго» со счётом 6:3. Роуч позволил соперникам выбить тринадцать хитов и допустил один уок. Позднее Скел писал автору первой Энциклопедии бейсбола Шерли Томпсону, что не остался в составе «Орфанс» из-за того, что не смог договориться с руководством клуба о зарплате.
Осенью 1899 года Роуч поступил в Институт Льюиса в Чикаго. До 1902 года он совмещал учёбу, работу тренером студенческой бейсбольной команды и выступления за различные команды младших лиг. После получения диплома и завершения студенческого сезона 1902 года, Скел уехал в Монтану и присоединился к команде «Бьютт Майнерс», которой руководил Джон Макклоски. В её составе было много ветеранов и команда выиграла чемпионат, на три игры опередив «Сиэттл Клэмдиггерс». В играх за команду Роуч одержал 24 победы при 11 поражениях с пропускаемостью 1,64. 
В марте 1903 года Роуча наняли тренером бейсбольной команды Мичиганского университета. Команда с ним завершила сезон с двенадцатью победами при пяти поражениях и он вернулся в Бьютт. «Майнерс» второй сезон подряд стали победителями Тихоокеанской Северо-западной лиги. Скел одержал двадцать две победы при всего девяти поражениях. Эти два сезона стали лучшими в его карьере. 
Зимой 1904 года представители Мичиганского университета не стали снова приглашать его на работу, несмотря на хороший результат годом ранее. Роуч попытался устроиться на место тренера в университете Висконсина, рассчитывая параллельно получить там юридическое образование. Здесь его также постигла неудача. После этого Скел поступил в Северо-Западный университет в Эванстоне.
С началом бейсбольного сезона 1904 года он возобновил карьеру в составе команды Портленд Браунс. Руководство Бьютт Майнерс заявило о своих правах на игрока и их жалоба была удовлетворена, но через некоторое время, после апелляции, это решение было отменено. Разбирательство не помешало Роучу провести в чемпионате 23 полных игры и одержать 16 побед при 11 поражениях. В 1905 году Скел завершил свою спортивную карьеру в составе «Сиэтла», где вместе с ним играл будущий победитель Мировой серии Чарли Холл.

### После бейсбола
С 1906 по 1909 год Роуч получал юридическое образование в Северо-Западном университете, продолжая играть в полупрофессиональных командах в окрестностях Чикаго. В 1908 году он короткое время выступал за команду из Грин-Бэй в Лиге Висконсина и Иллинойса. Другая команда этой же лиги предлагала ему работу тренера в начале 1909 года, но Скел отказался и спустя несколько недель занял пост тренера бейсболистов Индианского университета.
В июле 1909 года он женился на жительнице Чикаго Луизе Эйхман. Семья осела в городе, где Роуч занимался юридической практикой под своим настоящим именем Рудольф Вайхбродт. До 1911 года он также продолжал тренировать команду университета, приведя её к первой в истории победе в Конференции Big 10. Тогда же он с супругой переехал в Ок-Парк, пригород Чикаго. Там Рудольф увлёкся политической деятельностью. В 1916 году он безуспешно выдвигался в Легислатуру Иллинойса. Ещё через два года Вайхбродт попытался занять пост мирового судьи, но снова проиграл выборы. Последняя попытка участия в выборах была предпринята им в 1920 году, но и она оказалась неудачной. 
В 1925 году Луиза умерла, оставив Рудольфу троих дочерей. Ей было всего 49 лет. Осенью того же года его пригласили на матч звёзд прошлого в Кливленд. Он снова вышел на поле как Скел Роуч и, несмотря на свои 54 года, вывел из игры семерых отбивающих другой команды.
После ещё нескольких попыток он всё же сумел получить пост мирового судьи Ок-Парка, который занимал до выхода на пенсию в 1945 году. После этого он продолжал следить за бейсболом, посещал различные памятные мероприятия, вёл колонку в местной газете. Рудольф Вайхбродт скончался 9 марта 1958 года от атеросклероза и последующей болезни сердца.